# Gargaropsis confinis
Gargaropsis confinis är en insektsart som beskrevs av Blocker 1975. Gargaropsis confinis ingår i släktet Gargaropsis och familjen dvärgstritar. Inga underarter finns listade i Catalogue of Life.